# Класифікація кінноти
В різних країнах існують різні класифікації кінноти, в залежності від військової доктрини і використовуваних тактик. Кіннота розподілялася за масою, за озброєнням, за призначенням.

## УXVII-XVIII століттях
У  XVII - XVIII століттях ділили кінноту на три групи:
- Важка кіннота — до неї входили кірасири .Єдиний чіткий критерій відмінності від інших типів кінноти — вага коней, що значно перевищувала вагу середньої кінноти, легкої і драгунської. Приміром вага європейського кірасирського коня коливалася в районі 600–700 кг, а лицарський дестріє важив не менше 800 кг, а то й більше тонни[1]. Завдяки вазі своїх коней важка кіннота одним своїм наскоком могла «зім'яти» ворожу піхоту і легку кінноту. З цього приводу знаменитий прусський воєначальник Зейдліц сказав: «Кіннота здобуває верх не шаблями, а хлистом і шпорами»[2].
  - Кірасири — вид тяжкої кінноти, вершники якої були захищені кірасою (захисне озброєння з двох пластин, витягнутих по формі грудей і спини та з'єднаних пряжками на плечах і боках), і мали на озброєнні палаш, пістолети і карабін.
- Середня кіннота — до неї входили драгуни, карабінери, конногренадери.Основною зброєю середньої кінноти були спис.[3].
  - Драгуни — назва кінноти, яка здатна діяти в бою і в пішому строю.До цього під цією ж назвою розумілася піхота, посаджена на коней.Вони виділялися касками з плюмажем з кінського волосу. Такий головний убір служив не стільки для прикраси, а більш для захисту від шабельних ударів.
  - Карабінери — назва кінноти, яка озброєна карабінами. Карабін вважається більш підходящою вогнепальної зброєю для вершника, ніж мушкет, оскільки він був легшим і простішим у використанні, коли вершник на коні.
  - Конногренадери — елітні частини європейської кінноти, які спочатку призначалися для штурму ворожих укріплень, переважно в облогових операціях. Конногренадери озброювалися ручними гранатами і вогнепальною зброєю.
- Легка кіннота — до неї входили гусари, улани. Вона використовувала  коней швидких і малих за масою порід (450–500 кг у гусарів), зазвичай високих, здатних здійснювати тривалі денні переходи на підніжній паші, без істотної втрати бойових якостей.
  - Гусари —  легкоозброєні вершники XV–XX століть (поряд з  уланами), що відрізняються характерним одягом: ківер (висока циліндрична шапка з козирком), ментик (хутряна накидка), доломан (короткий мундир), рейтузи, чоботи. Всі гусари голили бороди й носили вуса. У XV–XVII століттях носили легкі обладунки, включаючи і неповні лати.
  - Улани — поряд з  гусарами рід легкоозброєної (на противагу  кірасирам) новоєвропейської кінноти, озброєну списами, шаблями і пістолетами.

## СтратегічнатаВійськова кіннота
З появою (XIX століття) масових армій кіннота у ряді країн стала підрозділятися на стратегічну і військову. Стратегічна кіннота призначалася для виконання завдань як самостійно, так і у взаємодії з іншими родами військ. Організаційно вона складалася з кінних  бригад,  дивізій і  корпусів. Військова кіннота (від взвода до полку) організаційно входила в піхотні з'єднання (частини) і призначалася головним чином для розвідки, охорони і зв'язку.